# Ratpenat frugívor centurió
El ratpenat frugívor centurió (Ametrida centurio) és una espècie de ratpenat sud-americà que pertany al gènere monotípic Ametrida.